# Línea 04 (Subús de Alicante)
La línea 04 de autobús de Alicante transcurre entre el cementerio de Alicante (o a veces el tanatorio municipal), situado en el barrio de Ciudad de Asís, y el barrio de Tómbola.

## Recorrido
El autobús sale de la zona del cementerio y recorre el extrarradio de la Florida Baja, para posteriormente cruzar hacia el centro por la avenida de Aguilera, continuando por la avenida de Benito Pérez Galdós evitando las vías más congestionadas del centro de la ciudad. Continúa hacia el norte por el barrio de Campoamor y el oeste de la ciudad una vez pasado el Hospital Provincial de Alicante, dando servicio a los barrios de Rabasa y San Agustín antes de llegar a su destino final en el barrio de Tómbola.
Esta línea da servicio a diversos centros comerciales, centros de salud y de estudio, ocio; así como conectar el cementerio y el Hospital, así como los barrios de más al norte de la ciudad. Además, sirve como refuezo de la línea 03 en su tramo central. Es una de las líneas más largas y con más paradas de la red.

## Horarios
Entre semana y los sábados esta línea tiene una frecuencia de un cuarto de hora, que aumenta a 20 minutos los domingos y festivos. Además, durante la festividad de Todos los Santos, el servicio se refuerza en frecuencia y capacidad.

## Paradas
| Ida    | Ida                                              | Ida              | Vuelta | Vuelta                                           | Vuelta           |
| ------ | ------------------------------------------------ | ---------------- | ------ | ------------------------------------------------ | ---------------- |
| Código | Nombre                                           | Conexiones       | Código | Nombre                                           | Conexiones       |
| 4200   | Plaza del Cementerio I                           |                  | 4232   | Virgen del Puig 20                               |                  |
| 4201   | Vial de los Cipreses - Mina                      |                  | 4233   | Núñez de Balboa 10                               |                  |
| 4202   | Vial de los Cipreses - Chapa                     |                  | 4234   | Beato Diego de Cádiz 34                          |                  |
| 4197   | Plaza de la Luna                                 | 03               | 4235   | Beato Diego de Cádiz - Isidoro de Sevilla        |                  |
| 4205   | Ocaña 17                                         | 03, 07           | 4236   | Isidoro de Sevilla 1                             |                  |
| 6121   | Río Muni 4                                       |                  | 4237   | Fondó de Piqueres 1                              |                  |
| 6122   | Río Muni - de la Vega                            |                  | 4238   | Fondó de Piqueres - CIR Rabassa                  |                  |
| 6123   | De la Vega frente 38                             |                  | 4239   | Doctor Recasens - Ramón Saavedra                 |                  |
| 4002   | SCD Betis Florida - San Lorenzo                  | 02               | 4240   | Doctor Recasens - Plaza Cinco Soles              |                  |
| 4208   | Vicente Chávarri - IES Figueras Pacheco          |                  | 4241   | Doctor Recasens 1                                |                  |
| 4209   | Vicente Chávarri 13 - Ambulatorio                |                  | 4282   | Jaime I 33                                       |                  |
| 3136   | Periodista Rafael González Aguilar 1             | 36               | 4283   | Jaime I - Tubería                                |                  |
| 3504   | Aguilera 55                                      | 03, 03N, 36, 192 | 3541   | Bulevar Teulada - Cofrides                       | 36               |
| 4106   | Aguilera 35 - Mercado de Benalúa                 | 03, 03N, 07, 192 | 3515   | Bulevar Teulada 13                               | 36               |
| 4107   | Aguilera 17                                      | 03, 03N, 07, 192 | 4265   | Santa Pola - Jávea                               | A, 17            |
| 6100   | Salamanca 10                                     |                  | 4284   | Rodolfo Llopis (Buenos Aires - Novelda)          | A, 17            |
| 4301   | Salamanca 24                                     | 05, 12           | 4285   | Alfonso Guixot - Prolognación Vicente Aleixandre |                  |
| 6098   | Benito Pérez Galdós 47                           |                  | 4248   | Pintor Baeza 11                                  | 13               |
| 6101   | Benito Pérez Galdós 33                           |                  | 4249   | Pintor Baeza 1                                   | 13               |
| 6102   | Benito Pérez Galdós - plaza Músico Pérez Tordera |                  | 4250   | Plaza América - Jaime Segarra                    | 13, 191          |
| 6099   | Poeta Carmelo Calvo 18                           |                  | 3040   | Jijona 23                                        | 01, 03, 03N, 13  |
| 3920   | Jijona 4                                         | 13               | 6200   | Alfonso Rojas 4                                  |                  |
| 3916   | Jijona 32                                        | 01, 03, 03N, 13  | 6201   | Plaza Músico Óscar Tordera Iñesta 9              |                  |
| 3001   | Jijona 54                                        | 01, 03, 03N, 13  | 6202   | Benito Pérez Galdós 48                           |                  |
| 4215   | Plaza América - Pintor Baeza                     | 13, 191          | 6203   | Benito Pérez Galdós 66                           |                  |
| 4216   | Pintor Baeza - Hospital General                  | 13               | 4325   | Salamanca - Correos                              | 05, 12           |
| 5012   | Colombia - Pintor Baeza                          | B, 17            | 4526   | Aguilera 2-4                                     |                  |
| 4280   | Buenos Aires - Novelda (fte. Mercadona)          | B, 17            | 4120   | Aguilera 40                                      | 03, 03N, 07, 192 |
| 4218   | Santa Pola 16                                    | B, 17            | 3521   | Aguilera 66                                      | 03, 03N, 36, 192 |
| 4294   | La Nucía - Bulevar de Teulada                    |                  | 3135   | Periodista Rafael González Aguilar 2             | 36               |
| 4220   | La Nucía - Parque San Agustín                    |                  | 4268   | Azorín 6                                         |                  |
| 4281   | La Nucía 44                                      | 05               | 4269   | Azorín 40                                        |                  |
| 4360   | Judoka J. Alberto Valverde 40                    |                  | 4031   | SCD Betis Florida 29                             | 02               |
| 4222   | Jacinto Verdaguer 10                             |                  | 6118   | Río Muni - Castor                                |                  |
| 4223   | Ruiz de Alarcón - Vasco da Gama                  |                  | 6127   | Río Muni frente Mercadona                        |                  |
| 4224   | Fondó de Piqueres 13                             |                  | 6126   | Río Muni 3                                       |                  |
| 4225   | Isidoro de Sevilla 8                             |                  | 4260   | Ocaña 20                                         | 03, 07           |
| 4226   | Beato Diego de Cádiz 11                          | 11H              | 4198   | Zodiaco 4                                        |                  |
| 4655   | Beato Diego de Cádiz 3                           |                  | 4203   | Río Turia - Zodiaco                              |                  |
| 2937   | Novelda - San Rafael II                          | 08, 24, 24N      | 4299   | Río Turia - Samaritana                           |                  |
| 2938   | Novelda 163                                      | 08, 24, 24N      | 4298   | Nuevo Cementerio                                 |                  |
| 4287   | Jaime I 4                                        |                  | 4200   | Plaza del Cementerio I                           |                  |
| 4229   | Virgen del Puig 2                                |                  |        |                                                  |                  |
| 4228   | Virgen del Puig frente 5                         |                  |        |                                                  |                  |
| 4232   | Virgen del Puig 20                               |                  |        |                                                  |                  |